# Johann Wilhelm Heinrich Grabau
Johann Wilhelm Heinrich Grabau, Rufname Wilhelm, Pseudonym Maximin Joseph Stephani (* 25. Juli 1809 in Itzehoe; † 4. März 1870 in Eidelstedt) war ein deutscher Mediziner und Autor.

## Leben
Johann Wilhelm Heinrich Grabau war der Sohn von Johann Heinrich Grabau und Anna Christian Voß. Er besuchte die Gelehrten-Schule in Glückstadt und das Katharineum zu Lübeck bis zum Abitur Ostern 1828, studierte an der Christian-Albrechts-Universität zu Kiel Medizin und wurde 1835 in Kiel mit seiner Dissertation Nonnulla de instinctus definitione zum Dr. med. promoviert. Nach seiner Promotion wirkte er als Arzt in Krempe und in Itzehoe, wurde 1836 Privatdozent der Pharmakologie in Kiel und 1844 außerordentlicher Professor der Medizin und Chirurgie in Jena. Im Jahr 1847 war er Leiter der Kaltwasser-Heilanstalt in Berlin, ließ sich 1848 als Arzt in Hamburg nieder und gründete 1852 die Wasserheilanstalt Solabona in Eidelstedt. Später leitete er zeitweilig auch die Schrothsche Heilanstalt in Wandsbek.
Als Autor zu Heinrich Heine verfasste er seine Titel unter dem Pseudonym Maximin Joseph Stephani bzw. Max. Joseph Stephani. Größere Anteile bei dieser Veröffentlichung werden dabei allerdings auch dem Journalisten, Publizisten und Schriftsteller Gustav Schlesier zugeschrieben. Nach Zeugnis des Heine-Biographen Adolf Strodtmann, soll Johann Wilhelm Heinrich Grabau zusammen mit dem Rechtsanwalt und Autor Henry Brarens Sloman im Februar 1856 der letzte Besucher am Leichnam Heinrich Heines gewesen sein.
Johann Wilhelm Heinrich Grabau wurde am 15. Oktober 1843 unter der Matrikel-Nr. 1517 mit dem akademischen Beinamen Harvey zum Mitglied der Leopoldina gewählt.
Er war seit 1842 mit Susanna, geborene Hudtwalcker, der ältesten Tochter des Itzehoer Probstes Christian Martin Hudtwalcker, verheiratet.
Von seiner Korrespondenz ist ein an ihn gerichteter Brief des Mediziners Johann Bernhard Wilbrand vom 14. Juli 1844 überliefert.

## Schriften
Wilhelm Grabau
- Nonnulla de instinctus definitione. Kiel 1835
- Die vitale Theorie des Blutkreislaufes. Aue, Altona 1841 (Digitalisat)
- Die Schlag und die Töne des Herzens und der Arterien im gesunden und kranken Zustande. Mauke, Jena 1846 (Digitalisat)
- Diätetische Betrachtungen mit besonderer Rücksicht auf die Wassercur. Für das gebildete Publicum. Hamburg, C. Gaßmann, 1851.
- Warum ich Homöopath wurde. Eine kurze Musterung der gangbaren Heilkunst, der Wassercur und der Homöopathie. Für Ärzte und Nichtärzte . Gaßmann, Hamburg 1861 (Digitalisat)

Pseudonym Maximin. Jos. Stephani / Max. Jos. Stephani
- Heinrich Heine und Ein Blick auf unsre Zeit. Scharre, Halle 1834 (Digitalisat)
- Die neue romantische Schule und ihre Repräsentanten. Kupfer, Leipzig 1838 (Digitalisat)